# 江戸五木
江戸五木（えどごぼく）とは、江戸時代に江戸で重視された造園木。
- モッコク
- アカマツ
- イトヒバ（サワラの変種。）
- カヤ
- イヌマキ